# پولت دوبوست
پولت دوبوست (فرانسوی: Paulette Dubost‎؛ ‏۸ اکتبر ۱۹۱۰ – ۲۱ سپتامبر ۲۰۱۱) هنرپیشه اهل فرانسه بود. وی بین سال‌های ۱۹۱۷ تا ۲۰۰۷ میلادی فعالیت می‌کرد.

## گزیده فیلمشناسی
از فیلم‌هایی که وی در آنها نقش داشته‌است می‌توان به آثار زیر اشاره کرد:
- قاعده بازی (۱۹۳۹)
- چهار نفر در یک جیپ (۱۹۵۱)
- راه جوانی (۱۹۵۹)
- پیک‌نیک روی علف (۱۹۵۹)
- هفت گناه کبیره (فیلم ۱۹۶۲) (۱۹۶۲)
- زنده‌باد ماریا! (۱۹۶۵)
- آخرین مترو (۱۹۸۰)
- کفش‌های کهنه خدا (۲۰۰۰)